# Phoma galegae
Phoma galegae är en lavart som beskrevs av Thüm. 1878. Phoma galegae ingår i släktet Phoma, ordningen Pleosporales, klassen Dothideomycetes, divisionen sporsäcksvampar och riket svampar.   Inga underarter finns listade i Catalogue of Life.